# غلام محمد صادق
غلام محمد صادق (1912 – 1971) كان رئيس وزراء جامو وكشمير من 1964 إلى 1965، حتى تم تغيير مُسمى المنصب إلى رئيس وزراء الولاية. وواصل في منصبه حتى وفاته في عام 1971.